# 이퓨얼

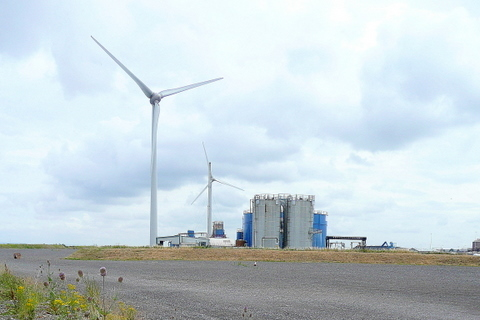
재생 가능 에너지의 이퓨얼은 화석 연료를 대체할 수 있다.

이퓨얼(e-fuels) 또는 일렉트로퓨얼(electrofuel)은 기존 연료를 대체할 수 있는 합성연료의 일종이다. 포착된 이산화 탄소나 일산화 탄소를 풍력, 태양광, 원자력 등 지속 가능한 원천으로부터 얻은 수소와 결합하여 제조된다.(p. 7)
이 과정은 제조 중에 이산화 탄소를 사용하며 연료를 태울 때 대기 중에 동일한 양의 이산화 탄소를 방출함으로써 전반적으로 낮은 탄소 발자국을 남긴다. 그러므로 이퓨얼은 교통, 특히 장거리 화물교통, 해양교통, 항공교통에서 발생하는 온실기체 방출을 감소시키는 옵션이 된다.(pp. 9-13)
주요 대상은 뷰탄올과 바이오디젤이지만 메테인과 뷰테인 등의 기타 알코올 및 탄소 함유 기체를 포함한다.

## 같이 보기
- 화학 전지
- 폼산